# 表現の自由
表現の自由（ひょうげんのじゆう、英: Freedom of expression）とは、思想・意見・主張・感情などをその内容に基づき公権力によって検閲・自主規制・妨害されずに表現出来る権利。自由権の一つ。個人におけるそうした自由だけでなく、報道・出版・放送・映画の（組織による）自由などを含む。民主主義社会において特に重要な権利であるとされる一方で、絶対無制限のものではなく、公共の福祉による制約を受け得るものであるとされる。
日本においては日本国憲法第21条や、国際条約である自由権規約（国際人権B規約）によって保障される。

## 概説
内心における精神活動がいくら自由でもそれを外部に表明する自由がなければほとんど意味をなさないから、表現の自由はいわゆる精神的自由権の中心的地位を占めるとされる。
表現の自由の貴重さはミルトン、ヴォルテール、ミルなどによって説かれてきた。表現の自由は民主主義政治を支える基盤として、フランス人権宣言第11条に「人の最も貴重な権利の一つ」とあるように、早くから各国の憲法典や人権宣言に保障規定として盛り込まれた。1948年の世界人権宣言第21条、1976年の市民的及び政治的権利に関する国際規約第19条第2項にも定められている。
表現の自由についてはその「自己実現の価値」や「自己統治の価値」から優越的地位の理論が導き出されている。優越的地位の理論とは、アメリカ合衆国の1936年の連邦最高裁判決を機に確立されてきたもので、表現の自由（あるいは広く精神的自由）は人権体系の中で優越的地位を占めるという理論である。この優越的地位の理論は憲法学説において一般的なものになっている。
まず、表現の自由には、自己の精神活動の所産を外部に表明したり他者のそれを受けることによって人格的な発展を遂げることができるという「個人価値の実現」にとって不可欠であるという要素が挙げられている。ジョン・ミルトンは著書『言論・出版の自由 アレオパジティカ』（1644年）で表現に対する抑圧について「自由で知的な精神に対して加えられる最も不愉快で侮辱的なもの」と述べている。
また、表現の自由には、人の考えには当然誤りもありうるが、それは他人の考えに接することにより是正されうるもので、各人が自己の意見を自由に表明し合うことで真理を発見し社会全体として正しい結論に到達することができるという要素も挙げられている。ジョン・ミルトンは著書『アレオパヂティカ』（1644年）で「真理と虚偽とを組打ちさせよ。自由な公開の勝負で真理が負けたためしを誰が知るか」と述べている。このような思想は、後世に影響を与え、アメリカ最高裁判所判事を務めたオリバー・ウェンデル・ホームズ・ジュニアは「真理の最良の判定基準は、市場における競争のなかで、みずからを容認させる力をその思想が持っているかである」と述べ「思想の自由市場論」として展開されることとなった。典型的な自由主義的な信念によれば、各人の自発的な表現が総体として互いに他を説得しようと競い合う「思想の自由市場」（free market of ideas）を形成し、その自由競争の過程で真理が勝利し、真理に基づいて社会が進歩すると説かれる。正しい知識と真理は、各人の自発的言論が「思想の自由市場」へ登場し、そこでの自由な討議を経た結果として得られるものと考えられることから、表現の自由は真理への到達にとって不可欠の手段であるとみる。
さらに国民主権原理に立つ政治的民主主義は、主権者である国民が自由に意見を表明し討論することで政治参加を行うことを本質的要素としている（自己統治の価値）。民主政治は被治者の同意に基づく政治であるが、この同意は何ら強制によることなく表現の自由のもとで形成されている必要があり、この自由を欠いた政治体制はその支配を正当化することができない。表現の自由は民主主義政治の前提となる自由な討論を保障するものとしてその重要性が強調される。表現の自由は民主政治に不可欠な条件である。同時に政治権力の側にとっては表現の自由は自らの正当化の源泉としての意味を有する。
表現の自由は、権力に対する反対が暴力等に発展しないようにするという安全弁としての機能を果たし権力の安定に資するという側面も有している。しかしまた、権力批判を許す自由は、時の権力にとって危険な側面も持つことも確かであり、表現の自由は権力によって最も傷つけられやすい自由ともいわれる。アメリカ最高裁判所判事を務めたオリバー・ウェンデル・ホームズ・ジュニアは、権力を持つ人間は自己の思想の正しさを確信すればするほど対立する思想を直接・間接に抑圧しようとする論理を指摘している。また、第4代アメリカ合衆国大統領であるジェームズ・マディソンは「人民的知識もしくはそれを獲得する手段のない人民的政府というようなものは、茶番かまたは悲劇、もしくはおそらくその両方の序幕にすぎない」と述べている。
1906年のヴォルテールの伝記『ヴォルテールの友人』でエヴリン・ベアトリス・ホールは、ヴォルテールの信念を説明する際に「私はあなたの言うことに同意しないが、あなたの発言する権利は死ぬまで擁護する」という文を書いた。表現の自由の原則を説明するために、ホールのこの言葉は（ヴォルテール自身の言葉と誤解されつつも）頻繁に引用されている。
ノーム・チョムスキーは、「表現の自由を信じるなら、嫌いな意見についても表現の自由を信じることだ。スターリンやヒトラーなどの独裁者は、好きな意見だけについて表現の自由を支持した。表現の自由を支持するということは、つまり、あなたが軽蔑している見解に対して表現の自由を支持しているということだ」と指摘した。
リー・ボリンジャーは、「表現の自由の原則には、社会的相互作用の一つの領域を切り開いて、並外れた自制心を持たせるという特別な行為が含まれる。その目的は、多くの社会的接触によって引き起こされる感情を制御する社会的能力を開発し、実証することである」と主張している。ボリンジャーは、寛容は必須ではないにしても望ましい態度であると述べた。 
アメリカ合衆国では自身と異なる見解に対する寛容が無い人々による文化戦争やキャンセル文化の深刻化が問題になっている。このような背景から、ケンブリッジ大学は2020年に法律の範囲内なのに「不快に感じる」と検閲要求された言論は保護するルールを制定している。

## 国際法における表明の自由
思想及び意見の伝達の自由はフランス人権宣言においても「人の最も貴重な権利」とされており、これが国際人権法の起源とされる世界人権宣言（UDHR）において「意見及び表明の自由」として採用された。
そして、この世界人権宣言と1953年のヨーロッパ人権条約（人権及び基本的自由の保護のための条約）10条の構造と内容を踏まえて、自由権規約（市民的及び政治的権利に関する国際規約）における表現の自由（19条）は制定された。
他方で、自由権規約委員会（以下「委員会」）は、締約国の自由権規約の履行状況を監視し、個人通報制度による個別事件の審査を行っているが、自由権規約の保障する権利の内容は、個人通報制度による個別事件の審査を通じ先例が形成されている。委員会は「委員会の一般的な性格を有する意見」（一般的意見）を採択することが認められており（自由権規約40条４項）、そうした一般的意見は、最近においては、委員会の先例に基づく法理が示されるようになっている。表現の自由については、最新のものでは2001年に採択された一般的意見34があり、個人通報事件の先例等を踏まえて、具体的な事例に則した法理を提示している。

### 表現の自由及び表現の自由に対する許される制限（第19条）
自由権規約第19条では、第2項で表現の自由について定めているほかに、第1項で意見を持つ自由について定めている。また、第3項では、第2項の表現の自由に対して制限を課すことができる要件を規定している。なお、第1項の意見を持つ自由に対しては、規定上、制限を許容する場合を定める第3項の適用はなく、いかなる例外又は制限も許されないとされる（一般的意見34第9項、第10項）。

#### 水平的効力
人権条約における水平的効力（Horizontal Effects）とは、政府による権利侵害ではなく、私人による権利侵害に対して保護のための措置をとる義務を締約国に発生させる効果であり、自由権規約の「法律による保護を受ける権利」などの用語から導き出される（6条1項、17条2項、23条、24条など）。
自由権規約委員会は、意見及び表現の自由を尊重する義務は、「締約国に対し、規約の権利が私人又は法人間に適用される場合において、意見及び表現の自由についての権利の享受を損なうような私人又は法人によるいかなる行為からも個人を保護することを求めている。」として、規約19条の権利にも水平的効力が存在することを前提としている（一般的意見34第7項）。

#### 表現の自由に対する許される制限
自由権規約19条3項によれば、表現の自由に対する制限が許されるのは、その制限が、①法律によって定められ、②所定の目的のいずれかのために行われ、かつ、③その目的のために必要とされる場合である。所定の目的は、（a）他の者の権利又は信用の尊重、または、（b）国の安全、公の秩序又は公衆の健康若しくは道徳の保護に限定されている。

##### 必要性とそれを判断する審査基準
自由権規約19条3項は、「次の目的のために必要とされるものに限る」とあるように必要性を要件とするが、自由権規約委員会は、表現の自由に対する制限が、正当な目的のために必要であったかどうかの判断において、必要性と比例性の厳格なテスト（strict tests of necessity and proportionality）あるいは比例原則（the principle of proportionality）に従うべきとする見解を示している（一般的意見34第22項、第34項）。この基準の下で自由権規約委員会は、制限の適切性、もっとも非侵害的な手段であるべきこと、保護される利益との比例、法律の内容のみならず適用における比例などの付随的な基準についても示している（同第34項）。

### 戦争宣伝・憎悪唱道の禁止（第20条）
自由権規約第20条では、戦争宣伝及び差別唱道を法律で禁止することを締約国に求めている。
第20条の意義は、第20条に該当する行為に対して、法律による禁止を締約国に義務付ける点にあるが、第20条で禁止される戦争宣伝・憎悪唱道を表現の自由の例外として排除するのではなく、第20条に該当する行為に対する法律上の禁止もまた、表現の自由に対する制限が許される場合を定める第19条第3項に従って正当化される必要があるとされ、この意味で第20条は第19条の特別法であるとされる（一般的意見34第50-52項）。
なお、約20条に対しては、少なからぬ西側先進国が留保や解釈宣言を行っているが、日本はそれをしていない。

## 効果・民主主義の基本

### 民主主義の根幹・社会的相互作用
表現の自由は民主主義の基本、原動力であると理解されている。民主主義国ならば、異なる意見どころか、相反する意見の声で満ちあふれている。表現の自由を制限しないことは、緊急時でも開かれた議論が完全に抑制されないかもしれないことを意味する。表現の自由と民主主義の繋がりの最も注目すべき支持者の一人はアレクサンダー・ミークルジョンである。彼は、民主主義の概念は人々による自治の概念であると考えた。このようなシステムが機能するためには、情報に基づいた有権者が必要である。適切な知識を得るためには、情報や思想の自由な流れに制約があってはならない。ミークルジョンによれば、権力者が情報を隠し、批判を見えなくすることによって有権者を操作することができれば、民主主義の本質的な理想に忠実ではない。ミークルジョンは、意見を操作したいという欲望は、社会に利益をもたらす動機から生じる可能性があることを認めている。しかし彼は、操作を選択することは、その意味で民主主義の理想を否定すると主張している。
エリック・バレントは、民主主義を根拠としたこの表現の自由の擁護を「おそらく現代の西洋民主主義において、最も魅力的で確かに最も華やかな表現の自由理論」と呼んでいる。

### 自己実現
マーティン・レディッシュは、表現の自由の価値で最も重要なのは表現を行うことによる自己実現だと述べている。そのため、表現の価値に序列を付けることに否定的な見解を示している。

## 表現の自由の内容
言論・出版などの表現の自由と集会・結社の自由とでは歴史的な沿革に違いがあり各国の憲法でも扱いを異にしている。集会の自由は沿革的にはむしろ請願権との関連で発展したものである。また、結社の自由が憲法に明文で登場するのは19世紀中期以降になってからであり、1831年のベルギー憲法が最初であるとされている。
ドイツ連邦共和国基本法やイタリア共和国憲法は言論・出版などの表現の自由と集会・結社の自由とを別個の条文で規定している。
日本国憲法の制定過程では集会の自由は言論・出版などの表現の自由とともに規定されていたが、結社の自由は居住移転の自由とともに規定されており、最終的に「集会、結社及び言論、出版その他一切の表現の自由」として一つの条文（日本国憲法第21条）にまとめられることとなった。
日本の憲法学でも歴史的沿革や集会・結社の自由の集団的行為としての性格から、日本国憲法第21条について「集会、結社の自由」と「言論、出版その他一切の表現の自由」を保障した趣旨であると区別する学説があるが、集会・結社の自由は集団としての意思を形成してそれを外部に表明する自由をも含むもので別個にとらえるのは妥当でない（集会・結社の自由も広い意味で表現の自由に属する）とする学説もある。

### 集会・結社の自由
集会とは、特定または不特定の多数人が共同の目的のもとに一定の場所に集まる一次的な集合体をいう。結社とは、共同の目的のための特定の多数人の継続的な結合体をいう。これらは共同の目的のための集団的行為として共通性を持つ。
集会・結社の自由は多数人が共同の目的のために集合・結合することじたいの自由だけでなく、集合・結合を通じて集団としての意思を形成し、それを集団として外部に表明する自由も含まれる。

### 言論・出版の自由
表現の自由は人の精神作用の表現の自由であるが、精神活動の所産というよりも、むしろ営利的な目的でなされたとみられる言論（営利的言論）にも表現の自由が及ぶかが問題となる。次のような説がある。
- 純然たる営利公告（商業公告）については思想の自由市場とは関係がなく経済的自由権の行使との関連が強く合理的な目的による制限を受けるとする説[41]
- 営利公告も憲法第21条の表現の自由の対象となるが、その制約には一般の言論よりも緩やかな基準によることができるとする説[42]
- 営利公告も憲法第21条の表現の自由の対象となり、その制約は一般の言論と同様の厳格な基準によるとする説[43]

日本では、あん摩マツサージ指圧師・はり師・きゆう師・柔道整復師等に関する法律（現:あん摩マツサージ指圧師、はり師、きゆう師等に関する法律）第7条が、医業類似行為の施術者の氏名や、施術所の所在地・電話番号といった、形式的な情報の提示を除く一切の広告を禁じているが、きゅう適応症広告事件で最高裁判所は「本法があん摩、はり、きゅう等の業務又は施術所に関し前記のような制限を設け、いわゆる適応症の広告をも許さないゆえんのものは、もしこれを無制限に許容するときは、患者を吸引しようとするためややもすれば虚偽誇大に流れ、一般大衆を惑わす虞があり、その結果適時適切な医療を受ける機会を失わせるような結果を招来することをおそれたためであって、このような弊害を未然に防止するため一定事項以外の広告を禁止することは、国民の保健衛生上の見地から、公共の福祉を維持するためやむをえない措置として是認されなければならない。」とし、日本国憲法第21条には違反しないとした。

## 関連する諸権利
表現の自由と関連する権利として、知る権利、プライバシー権、報道の自由及び取材の自由が挙げられる。

### 知る権利
国民主権原理にたつ民主制度国家にとっては自由な討論が不可欠であり、自由な討論のためには国民が争点を判断する際に必要な意見や情報に自由に接しうることを当然の前提とする。「思想の自由市場」論においても各人は他人の考えに自由に接しうることが当然に要求される。「知る権利」と相反するプライバシー権もあり、EUは加盟各国に指令に従った法整備を促すとともに、国内法の実施状況を監視する機関を用意するように規定している。

### 情報公開請求権
知る権利は、国民が政府に対して、一般的に情報公開を求める権利として構成される。
日本でも積極的な情報請求権としての知る権利も憲法第21条の保障に含まれると解されている。ただし、政府に対し情報公開を求める権利が憲法第21条によって保障されているとしても、個々の国民が裁判上それを請求するためには、公開の基準・要件・手続について法律によって具体化される必要があるため、憲法第21条の保障する情報公開請求権は抽象的な請求権にとどまると解されている。日本では行政機関の保有する情報の公開に関する法律（平成11年法律第42号）が施行されている。ただし「知る権利」を根拠とせず、また依然として公開の対象となる範囲が不十分との指摘もある。さらに、憲法を改正して、国の最高法規たる憲法に明記しようという主張もある。

### 報道の自由及び取材の自由
現代社会において国民が必要とする情報の相当部分は報道機関の報道によって伝達される。
日本の最高裁は博多駅テレビフィルム提出命令事件（最大決昭和44年11月26日刑集23巻11号1490頁）において、報道の自由について「報道機関の報道は、民主主義社会において、国民が国政に関与するにつき、重要な判断の資料を提供し、国民の「知る権利」に奉仕するものである。したがって、思想の表明の自由とならんで、事実の報道の自由は、表現の自由を規定した憲法二一条の保障のもとにあることはいうまでもない。」とし、取材の自由についても「報道機関の報道が正しい内容をもつためには、報道の自由とともに、報道のための取材の自由も、憲法二一条の精神に照らし、十分尊重に値いするものといわなければならない。」と判示した

### 謝罪広告
憲法第19条は「思想及び良心の自由は、これを侵してはならない」というものであるが、新聞紙に謝罪広告を掲載することを命ずる裁判所の判決については憲法19条違反とならない。このことは1956年に判断されており（昭和31年7月4日 最高裁判所大法廷）、また、「その広告の内容が単に事態の真相を告白し陳謝の意を表明する程度のもの」については、（旧）民訴第733条により代替執行をすることもできる。

## 表現の自由における合憲性審査基準

### 二重の基準論
先述の優越的地位の理論から違憲審査基準としては二重の基準論が主張される。二重の基準論とは、経済的自由と精神的自由を区別し、前者の規制立法に関しては広く合憲性の推定を認め「合理性の基準」によって合憲性を判定するが、後者の規制立法に関しては合憲性の推定は排除され「合理性の基準」よりも厳格な基準によらなければならないとする法理をいう。
「二重の基準論」の根拠としては、表現の自由については経済的自由について認められる政策的な制限が認められないことや、表現の自由の濫用による弊害は経済的自由の濫用による弊害ほど客観的に明白でない場合が多く、表現の自由の制限が必要やむを得ないか否かは一層厳密に判断する必要があることが挙げられている。さらに、かりに経済的自由が不当に制限されているとしても自由な討論という民主主義的な政治プロセスを経て是正できるが、表現の自由が不当に制限されている場合には自由な討論そのものが制限されているため民主主義政治過程が十分に機能せずそれを是正することができないという問題を生じることも挙げられている。

### 目的審査の基準
目的審査とは制限の目的が合憲か否かの審査をいう。
- 合理性の基準
  - 制限の対象となる行為と害悪発生との間に合理的関連性があれば足りるとする基準で、一般に経済的自由について妥当する基準とされており、表現の自由についてはより密接な関連性が必要とされている[50]。
- 明白かつ現在の危険の原則
  - 1919年のアメリカ連邦最高裁判決においてホームズ裁判官が示した「言論を規制しうるのは、それが、政府が防止する権限をもつ実質的害悪をもたらす、明白にしてさし迫った危険の存する場合に限られる」とする法理をいう[51]。
  - 明白かつ現在の危険の原則はもともと合憲性判定基準として用いられていたものではなく、表現行為を処罰する法令に対する限定解釈の手法にすぎなかったが、1940年代に連邦最高裁多数派によって法令自体の合憲性判定基準として認められるようになったものである[52]。
  - 日本の下級審判決には明白かつ現在の危険の原則を採用したとみられるものがある（東京地判昭和42・3・27判時493号72頁など）。なお、最高裁では公職選挙法第138条第1項について「害悪の生ずる明白にして現在の危険があると認められるもののみを禁止しているのではない」として適用を否定した判例がある（最判昭和42・11・21刑集21巻9号1245頁）。

### 手段審査の基準
制限の程度や手段についての審査基準として次のようなものがある。
- 必要最小限度の基準
  - 当該法令に定める具体的な制限の程度・手段が目的達成のために必要最小限度のものでなければならないとする法理をいう[53]。
- より制限的でない他の選びうる手段の基準（Less Restrictive Alternative、LRAの基準）
  - 同じ目的を達成するのに、人権に対してより制限的でない手段の有無を判断し、当該法令のとる規制手段よりも制限的でない手段によって同じ規制目的を達成できると認められる場合には違憲とするものである[53]。
  - LRAの基準は米国の判例上展開されたもので、当初、この基準は経済的自由の制限に関して用いられていたものであったが、経済的自由の領域では手段審査においても合理性の基準が支配的となり、のちにアメリカ合衆国憲法修正第1条の領域で用いられるようになったものである[53]。

### 文面審査の基準
表現の自由の優越性から一定の場合には法令を文面上無効とすべきことが要求される。
- 明確性の理論・過度の広汎性の理論
  - 明確性の理論とは、当該法令の文言が漠然不明確で、どのような行為を規制しようとするものか一義的に明らかでないとき、及び、規制が過度に広汎であって本来制限すべきでない行為も規制対象に含むような場合に法令を無効とするものである[54]。
  - 明確性の理論は必ずしも表現の自由の規制立法に固有のものではなく、人の行為を規制し処罰する法令の規定は明確でなければならないことは、適正手続ないし罪刑法定主義の原則から一般的に要請される[54]。明確性を欠く法令は国民に対してどのような行為が規制対象となるのか適正な告知をなすことができず、恣意的な法の適用を招く危険があるからである[54]。
  - 日本では徳島市公安条例事件で最高裁が刑罰法規の定める犯罪構成要件があいまい不明確であるときは憲法第31条に違反し無効となるとし「通常の判断能力を有する一般人の理解において、具体的場合に当該行為がその適用を受けるものかどうかの判断を可能ならしめるような基準が読みとれるかどうかによってこれを決定すべきである。」と判示している（最判昭和50・9・10刑集29巻8号489頁）。
  - 過度の広汎性の理論とは、法がある種の表現行為について合憲的に規制しうる範囲を超えて包括的に規制しているときは、当該法令の規定を文面上無効とすべきという法理をいう[55]。
- 事前抑制禁止の法理
  - 事前抑制禁止の法理とは、法が表現行為に対する事前の抑制を定めている場合には原則として制限の目的を問うまでもなく文面上無効とすることをいう[56]。
  - 事前抑制が禁止される理由は、第一に当該表現が市場に出る前に公権力がそれを抑止される点で「思想の自由市場」の観念に反すること、第二に事後抑制に比べて公権力による規制の範囲が広汎に及び手続上の保障や抑止的効果の点でも事後抑制に比べて問題が多いことが指摘されている。ただし、事前抑制には様々な形態のものがあり、例外的に一定の事前抑制を肯定せざるをえない場合がある。[56]
  - 事前抑制の典型は検閲である。日本では検閲は憲法第21条第2項により禁止されているが、憲法第21条第2項の「検閲」とは行政権が表現内容を審査して表現行為をその許可にかからしめることをいい、検閲は一切の例外が許されず絶対的に禁止されていると解されている。[56]
  - 一方、司法手続を通じて行われる表現行為の事前差止にも事前抑制禁止の法理は働くが、抑制の主体が裁判所であり、裁判という慎重な手続を経ることから、行政権による事前抑制とは別異の考慮をすべきとされている[57]。

## 日本における表現の自由

### 大日本帝国憲法（明治憲法）
大日本帝国憲法（明治憲法）は「言論著作印行集会及結社ノ自由」を「法律ノ範囲内ニ於テ」保障していた。そのため表現の自由は法律によって広範な制約を加えられていた。
具体的には、出版法（1893年）、新聞紙法（1909年）、治安維持法（1925年）、不穏文書臨時取締法（1936年）、新聞紙等掲載制限令（1941年。新聞紙法の下位の勅令）、言論、出版、集会、結社等臨時取締法（1941年）などが制定され、表現活動は強く規制されていた。
1900年の治安警察法は政治的な集会・結社を危険視し、これらについて警察への届出を義務づけ、軍人・警察官・教員・学生・婦人の政治結社への加入を禁止していた。また、集会については警察官の臨監制をとり、屋外集会や多衆運動については警察官に禁止・解散権限が与えられ（有名な「弁士中止！集会解散！」の命令宣言）、結社については内務大臣に禁止権限が与えられていた。これらの処分には訴訟や不服申立ての手段が一切認められていなかった。
1925年の治安維持法では不明確な構成要件のもとで特定の思想や政治観に基づく結社行為のほとんどが犯罪とされ、反戦運動、労働運動、文化運動等も含めて反体制的・反政府的な思想や運動は抑圧されていた。

### 日本国憲法
日本国憲法においては第21条に規定がある。

#### 表現の自由の制約
日本国憲法の下でも、表現行為が他者とのかかわりを前提としたものである以上、表現の自由には他人の利益や権利との関係で一定の内在的な制約が存在する。内在的制約とは、第一には人権の行使は他人の生命や健康を害するような態様や方法によるものでないこと、第二には人権の行使は他人の人間としての尊厳を傷つけるものであってはならないことを意味する。
日本国憲法における表現の自由の制約の根拠について学説は分かれている。通説は表現の自由は日本国憲法第13条の「公共の福祉」による制約を受けるとする。通説に対しては「公共の福祉」の語がいわば外からくわえられる制限（外在的制約・政策的制約）をも含めた包括的な制約概念として用いられてしまっているとの批判から、憲法第13条は訓示的規定であり人権の制約を根拠づけるものではなく人権の内在的制約は各々の人権の属性に従って当然に認められるとする学説もある。しかしその説によっても内在的制約と政策的制約との区別は必ずしも明確になっていないという指摘がある。また、憲法第13条を訓示的規定としてしまうと違憲審査基準である必要最小限度の基準の憲法上の根拠があいまいになるという指摘もある。
表現の自由の制約の憲法上の根拠を憲法第13条としつつ、憲法第13条の「公共の福祉」の意味は内在的制約に限定されるとし、内在的制約の具体的意味を確定させることが必要とする学説もある。
初期の判例（最大判昭和24・5・18刑集3巻6号839頁等）は憲法第13条の「公共の福祉」の意味内容を極めて包括的・抽象的に捉えていたため学説の多くは批判的であった。学説には比較衡量論を主張するものもあったが、最高裁判所の判例でもとりわけ1965年以後になると、いくつかの分野で比較衡量の手法がとられるようになった。例えば博多駅テレビフィルム提出命令事件は取材フィルム提出命令について「公正な刑事裁判の実現」との観点で比較衡量を行っている（最大決昭和44年11月26日刑集23巻11号1490頁）。学説では精神的自由権と対立する利益も憲法上重要な人権である場合（人格権など）には個別的較量の理論が働くことがあるが、一般的には無原則・無定量な較量を避けるためにも利益衡量を枠づける基準が必要とし、明白かつ現在の危険の基準、過度の漠然性の基準、LRAの基準などがこれに当たるものと考えられている。

#### 表現の自由に関する主要判例
- 表現内容の制限に関する判例
  - チャタレー事件
  - 悪徳の栄え事件
  - 四畳半襖の下張事件
  - 日活ロマンポルノ事件
  - 松文館裁判
  - 鹿砦社（多数）
  - メイプルソープ事件：2008年（平成20年）2月19日
  - マジコン：2009年（平成21年）2月27日
  - 京都朝鮮学校公園占用抗議事件：2014年（平成26年）12月9日
  - プライバシー権に関連する判例についてはプライバシーの項目を参照。
- 表現の時・所・方法の制限（内容中立規制）に関する判例
  - 猿払事件（最高裁判例 昭和49年11月06日）
  - 立川反戦ビラ配布事件
  - 葛飾政党ビラ配布事件
- 知る権利に関する判例
  - 法廷メモ訴訟（レペタ事件）
  - 西山事件
  - 博多駅テレビフィルム提出命令事件
  - 札幌税関検査事件

#### 検閲の禁止
日本では日本国憲法第21条第2項は「検閲は、これをしてはならない。通信の秘密は、これを侵してはならない。」と規定する。
北方ジャーナル事件で最高裁は「憲法二一条二項前段にいう検閲とは、行政権が主体となって、思想内容等の表現物を対象とし、その全部又は一部の発表の禁止を目的として、対象とされる一定の表現物につき網羅的一般的に、発表前にその内容を審査したうえ、不適当と認めるものの発表を禁止することを、その特質として備えるものを指す」としている（最大判昭和61年6月11日 民集第40巻4号872頁）。
税関検査について、最高裁は第一に「輸入が禁止される表現物は、一般に、国外においては既に発表済みのものであつて、その輸入を禁止したからといって、それは、当該表現物につき、事前に発表そのものを一切禁止するというものではない」こと、第二に「思想内容等それ自体を網羅的に審査し規制することを目的とするものではない」こと、第三に「税関は、関税の確定及び徴収を本来の職務内容とする機関であって、特に思想内容等を対象としてこれを規制することを独自の使命とするものではなく、また、前述のように、思想内容等の表現物につき税関長の通知がされたときは司法審査の機会が与えられているのであって、行政権の判断が最終的なものとされるわけではない」ことなどから税関検査は検閲には当たらないとした（最大判昭和59年12月12日 民集第38巻12号1308頁）。
また、教科書検定について、最高裁は家永教科書裁判（第一次訴訟）で「一般図書としての発行を何ら妨げるものではなく、発表禁止目的や発表前の審査などの特質がないから、検閲に当たらず、憲法二一条二項前段の規定に違反するものではない。」とした（最判平成5年3月16日 民集第47巻5号3483頁）。

## 諸外国における表現の自由

### 韓国
大韓民国憲法では集会・結社・言論・出版の自由について21条1項に規定がある。
2014年以降、韓国では集会およびデモに関する法律違反での起訴件数が大幅に増加しているが、同法の適用には警察の裁量が広く認められており、政府に対する批判を統制しようとしているという見方もある。また2019年には、「韓国における言論の自由のための連合」が「韓国政府は名誉毀損を乱用し、政治的に反対の意見を検閲している。」との大統領宛書簡を公開した。
韓国の憲法裁判所は2014年12月19日に政府の解散請求を認める形で親北朝鮮の少数野党「統合進歩党」の解散を命じる判決を下したが、民主主義の基本的権利である政党活動や結社の自由に制限を加えるもので「民主主義の危機」だとの声も上がっている。
2014年の旅客船セウォル号の沈没事故では、韓国放送公社（KBS）の吉桓永社長が韓国大統領府の意向を受けて、政府批判を自制するよう指示したとの疑惑が発覚したが、KBS理事会は社長解任案提出の是非を問う表決を延期したため、退陣を求めていた全国言論労組KBS本部とKBS労働組合の2つの労働組合が反発して5月末からストライキに突入。6月に吉桓永社長は解任された。

また、旅客船セウォル号の沈没事故では、朴槿恵大統領の事故時の動向をめぐって韓国紙のコラムや証券街の情報を引用・紹介する形で出された記事で日本の産経新聞ソウル支局長（当時）が在宅起訴されたため、国際NGOが起訴を非難し、ソウル外信記者クラブ理事会は出国禁止の継続に憂慮を表明するなど韓国側の措置に批判が高まったが、2015年4月に出国禁止措置は解除された。同年12月17日、ソウル中央地裁は支局長に無罪判決（求刑懲役1年6月）を言い渡した。
『帝国の慰安婦』の記述が、「元慰安婦の名誉を傷つけた」として2014年から名誉毀損罪に問われていた世宗大の朴裕河名誉教授に対する差し戻し審で無罪判決が2024年に確定した。産経新聞は、表現の自由が尊重される当然の司法判断が下されるまでに約10年もかかったことは、韓国において日本関連では自由な言論が封じられていることを示していると指摘している

### アメリカ合衆国
アメリカ合衆国では、政治的発言に関する画期的な判決であるブランデンバーグ対オハイオ州事件（1969年）が言い渡された。この判決では、ブランデンバーグ対オハイオ州事件は、暴力的な行動と革命について公然と話す権利さえも認めた。
ヘイトスピーチは、R.A.V.対セントポール市事件（1992年）で判決された通り、アメリカ合衆国憲法修正第1条によって保護されている。
オレゴン州憲法の表現の自由条項は、合衆国憲法修正第1条よりも更に強く表現の自由を保護すると見られており、その結果州対ヘンリー事件でわいせつ物を禁止していた州法は全面的に無効になった。州当局はこの結果を受けてオレゴン州憲法からわいせつ物と児童ポルノの保護を除外する1994年オレゴン州住民投票19を発案したが、アメリカ自由人権協会などが反対し、反対多数で否決された。

#### 表現の自由に関する主要判例
- シェンク対アメリカ合衆国事件
- テルミニエロ対シカゴ市事件
- ジョゼフ・バースティン社対ウィルソン事件
- メモワール判決
- レッドラップ対ニューヨーク州事件
- スタンリー対ジョージア州事件
- ブランデンバーグ対オハイオ州事件
- コイス対ウィスコンシン州事件
- ミラー対カリフォルニア州事件
- ヘス対インディアナ州事件
- エルズノズニック対ジャクソンビル市事件
- アメリカ国家社会党対スコーキー村事件
- アメリカ書籍業協会対ハドナット裁判
- ハスラー・マガジン対ファルウェル事件
- 人民対フリーマン事件
- セーブル・コミュニケーションズ・オブ・カリフォルニア対FCC事件
- テキサス州対ジョンソン事件
- アメリカ合衆国対アイクマン事件
- アメリカ合衆国対プレイボーイ・エンターテインメント・グループ・インク事件
- アシュクロフト対表現の自由連合裁判
- スナイダー対フェルプス事件
- ブラウン対エンターテインメント商業協会事件
- パッキンガム対ノースカロライナ州事件
- マタル対タム事件
- イアンク対ブルネッティ事件

## 制限範囲や可否を巡る論争

### 「プライバシー」「誹謗中傷」を巡る論争
2000年代頃より、インターネット・各種SNSが普及して情報拡散力が飛躍的に向上したため、個人に対する誹謗中傷の被害も深刻化している。特に2020年5月にSNS上で多くの誹謗中傷を受けた末に木村花が自殺した事件を受け、対策が進められた。例えば、総務省がプロバイダ責任制限法を改正したり、SNS事業者が対策団体を設立したりするなどしている。
ネット上での誹謗中傷を正当化する言葉として「表現の自由」「言論の自由」が使われることも多い。例えば、スマイリーキクチ中傷被害事件やTwitter中傷投稿「いいね」訴訟では表現の自由の見地から加害者を擁護する者も多かったという。名誉・プライバシーは、いわゆる人格権の内容をなすものとして保護されるべき人権の1つと考えられている。名誉毀損的言論は刑法上処罰の対象とされ、民法上は不法行為責任を問われうる。
他方では言論内容の公共性を考慮しなければならない場合も少なくはない。特に名誉毀損法は歴史的にみると個人の人格権侵害という観点からではなく、むしろ公共秩序違背・治安妨害という観点で、とりわけ公人に対する名誉毀損を重視することで言論による権力批判を封じることに主たる狙いがあったといわれている。したがって、公共性のある事項に関する責任のある発言である限り、当該言論はなお保護されなければならないことを原則に、名誉・プライバシーと表現の自由との調整が図られねばならないと考えられている。日本では刑法230条の2に規定がある。 
日本はプロバイダ責任制限法を中心とした制度整備を行い、表現の自由という重要な権利と利益のバランスに配慮し、事業者団体や個別のプロバイダによる自主的な取組を支援する形となっている。「◯◯はヤブ医師」などの投稿など名誉毀損であると司法判断を経た場合、削除処置や開示請求が通るようになっている。そして、総務省によると2022年10月1日以降から誹謗中傷情報開示裁判手続きが簡易化され、誹謗中傷か否かの司法の判断の速度、誹謗中傷と認められた際の開示も速くなった。

### 公共と広告を巡る論争
囚われの聴衆事件では、電車内で流される商業広告放送について、「強制的に聞かされる」と訴え、人格権侵害に該当するか否かが問われた。最高裁は、「聞きたくない音を聞かないことにより「心の静穏を害されない自由」は表現の自由等のような「精神的自由」には該当しない」「プライバシーは公共の場所では保護も薄くなり、受忍すべき範囲が広くなる。」「原告が電車内では「囚われの聴衆」であること、本件地下鉄が地方公営企業であることを考慮に入れるとしても、この程度の商業放送は原告の受忍の範囲を超えたプライバシーの侵害とは言えない」とし、表現自由を支持した判断を下した。そして、2022年12月の立憲民主党の尾辻かな子前議員による駅内の二次元美少女広告批判騒動の際に、紙谷雅子教授は二次元美少女広告ポスターにも同判決は適応されるとし、駅の広告を「性的だから撤去すべき」と主張しようとも、僅か数秒以外で済む「見たくないものを見ない自由」は「聞きたくないものを聴かない自由」よりも憲法的保護をより受けないと指摘した。そして、「表現の自由」は「見たくないものを見ない自由」「聞きたくないものを聴かない自由」よりも優先されるのにも関わらず、日本の一部の国会議員・元国会議員、ジャーナリストなどは、「公共の場所」概念を法的規制・自主規制による表現規制強化の根拠に使うという、憲法判例と真逆の主張を行う問題が指摘されている。

### 「ヘイトスピーチ」と主張される表現を巡る規制の可否
後述のように何が「ヘイトスピーチ」であるか議論がある。直接的かつ無根拠との司法判断がされた際には西ヨーロッパは強く規制傾向する一方、アメリカ合衆国では下記のように左右とも表現規制が反対派が占め、規制行為自体にも憲法違反と判例が出ている。しかし、どのくらい表現の自由は認められるべきかの立場が問われたムハンマド風刺漫画掲載問題やシャルリー・エブド襲撃事件においては、西ヨーロッパ諸国でさえも表現の自由擁護する立場が各国を占めた。2006年にデンマークの「ユランズ・ポステン」のムハンマドの風刺画を「シャルリ」が転載した際に、ムスリム団体が「宗教に基づく集団的差別」として告訴したが退けられてる。裁判所は、購入者しなければ公衆の目に触れない媒体であり、ムスリム(イスラム教徒)を直接的かつ無根拠に攻撃するものではないとの判決をした。2015年1月にフランスであるイスラム教徒らが「預言者（ムハンマド）の仇をとるため」に起こした連続テロ(シャルリー・エブド襲撃事件)は、世界に衝撃を与え、「私はシャルリー」のプラカードがヨーロッパ各国の市民によって掲げられた。言論の自由とテロ非難を訴える行進には各国首脳も参加した。日本では、児童書『ちびくろサンボ』をめぐる黒人差別とされた表現規制への議論が起き、自主規制となった。在特会によるデモが、「在日朝鮮・韓国人に対するヘイトスピーチ」にあたるとされ、問題視する側から規制が要求されている。

上記のようにアメリカでは、観点規制の法理などから「ヘイトスピーチだろうとも表現の規制は憲法違反」という判決が多数出され、欧州よりも広く表現の自由を保護している。2018年8月にFacebook、YouTube、SpotifyそれにAppleのソーシャル・メディア大手4社はアメリカの保守派論客であったアレックス・ジョーンズのビデオや録音、論評などの掲載を禁止すると発表した。Twitter社は同調せずにジャック・ドーシー最高経営責任者は「理由は簡単だ。Mr.ジョーンズは我々の掲載基準を犯さなかったからだ」と理由を発表した。これはTwitter社以外は勝手にコンテンツの善悪を判断して対応していることを露呈したため、表現の自由侵害だと批判が左右から出た。アレックスの主張を批判するニューヨーク・タイムズ紙も、表現の自由問題が専門の弁護士デビッド・フレンチを呼んで規制に反対する記事を電子版に掲載した。デビット弁護士は「排除した理由が問題なのだ」とし、「差別的な表現」というヘイトスピーチは漠然としていて人によって千差万別の解釈できるので、客観性に乏しいと指摘した。つまり、SNS運営が「差別表現」を根拠に恣意的に運用できる制度を悪用して、気に入らないコンテンツを排除していると懸念を表明した。ニューヨーク・タイムズ紙が「ツィッターもMr.ジョーンズを禁止すべきか」と聞いた読者調査では「(差別的な表現も)禁止すべきではない」とする回答が78％にも上っている。規制行為は、左右から表現の自由侵害だと認識されている。

### 「性表現」を巡る論争

#### 米国
1996年の通信品位法（CDA）は、インターネット上のポルノグラフィを規制するためのアメリカ合衆国議会による最初の主要な試みだった。 しかし、翌1997年、レノ対アメリカ自由人権協会事件の画期的なサイバー法事件で、合衆国最高裁判所は法を部分的に無効とした判決を下した。
アメリカでは準児童ポルノを全面規制していたCPPA（英語: Child_Pornography_Prevention_Act_of_1996）が、2002年にアシュクロフト対表現の自由連合裁判で憲法修正第1条（言論、出版などの自由）違反で違憲判決されたものの、新たに施行されたPROTECT_Act_of_2003では、範囲を狭めて、最高裁が定義するわいせつの範疇に当てはまるものは、絵画や漫画なども規制対象としている。実際に、PROTECT Act of 2003を適用したわいせつ児童ポルノ漫画所有の罪で逮捕者も出ている。

#### 日本
刑法175条はわいせつな文書、図画、その他の物を頒布・販売、公然と陳列した者を最高2年の懲役または250万円の罰金もしくは科料に処し、販売の目的でこれらを所持した者も同様とすると定める。わいせつ表現の取り締まりの理由は、もっぱら「善良の風俗を維持するため」とされてきた。わいせつ物の取り締まり基準は時代によって変遷があるが、2010年代現在では「性器が露骨に描写されているかどうか」がおおよその摘発基準となっており、これが成人向け作品における局部修正の要因となっている。
判例は、一貫してわいせつ物頒布罪（刑法175条）が日本国憲法第21条に違反しないとする見解をとっている（最高裁判所大法廷判決昭和32年3月13日刑集11巻3号997ページ（チャタレー事件）及び最高裁判所大法廷判決昭和44年10月15日刑集23巻10号1239ページ（悪徳の栄え事件））。一方、学界では、相対的わいせつ概念の法理が注目されている。これは、わいせつ物の規制は一応は妥当であるとしつつも、思想性や芸術性の高い文書については、わいせつ性が相対化され、規制の対象から除外されるという理論である。判事田中二郎が初めて提唱した。
刑法175条については、現状にそぐわない不合理な規制であるから廃止すべきといった批判もあり、参議院議員の山田太郎が刑法175条の見直しを政策課題として掲げている。
日本における性表現の法的規制としては、刑法175条のほかに青少年保護育成条例による有害図書指定制度と児童ポルノ禁止法がある。有害図書指定制度は、性や暴力に関して露骨な描写を含んだ書籍等を有害図書に指定することで、青少年への販売を禁止するものである。一方、児童ポルノ禁止法は、実在する児童を被写体とする児童ポルノの製造・販売・所持等を禁止するものである。参議院議員の赤松健は、児童ポルノにアニメやマンガ、ゲームなどの創作物まで含めて規制しようとする議員や試みを批判している。赤松は、児童ポルノ禁止法について、2004年、2009年と法律の改正が行われるたびに、「児童ポルノ」に創作物を含めようとする動きが続けられてきたと主張している。
選挙アナリストの岡高志によると、マンガやアニメなどの表現規制に反対するオタク票が注目されるようになった経緯に、表現の自由を主張してきた山田太郎参院議員の存在がある。山田は2016年の参院選で新党改革から立候補し、野党の全国比例候補者の中ではトップの29万票を獲得したが、新党改革自体が議席を取れなかったために落選したことで話題となった人物である。その後2019年参院選に自民党から出馬することで、54万票を獲得して当選した。
一方、赤松は元々連載中の漫画家であったが、2022年の参議院議員選挙において自民党から参議院比例区で出馬し、創作物における表現規制反対を主張して支持を集め、比例区の全候補者中トップの約53万票を獲得して当選した。組織票がモノをいう参議院比例区でトップ当選を果たした赤松は、「参院選で、票田としてのオタクは間違いなくあることが改めて証明されました」と述べている。岡高志は2022年参院選について、「自民党の中で最も票を集めるのがオタクであることが証明された画期的な選挙」とし、人数が縮小している業界団体票や宗教票とは異なり、まだ開拓の余地があるオタク票は「もはや無視できない政治勢力」であると指摘している。

#### 韓国
2015年、韓国の放送局JTBCが制作した同性愛を扱うドラマ「ソナム女子高探偵団」で女子高生同士のキスシーンを放映したところ、一部のキリスト教団体などが反発し、韓国政府の放送通信審議委員会は放送の「品位」を乱したとの理由で番組に行政処分を出したが人権団体などは強く反発している。